# Мегинхард I (епископ)
Мегинхард I (на немски: Meginhard; на латински: Meinhardusi) е от 1018 до 1034 г. епископ на Вюрцбург.

## Биография
Мегинхард последва през 1018 г. епископ Хайнрих I. Той се занимава с конфликтите между епископа на Майнц Арибо и папата за брачните проблеми на графиня Ирмингарда фон Хамерщайн и манастир Гандерсхайм. Той участва през 1027 г. в църковния събор във Франкфурт, свикан от император Конрад II и архиепископа на Майнц Арибо.
На 14 април 1034 г. Бруно (братовчед на император Конрад II) го наследява като епископ на Вюрцбург.